# Jararacussu
Die Jararacussu (Bothrops jararacussu) ist eine Grubenotter aus der Gattung der Amerikanischen Lanzenottern (Bothrops). Die wissenschaftliche Erstbeschreibung führte 1884 der brasilianische Arzt João Baptista de Lacerda durch. Unterarten sind nicht bekannt.

## Merkmale
Die Jararacussu ist eine sehr große Viper, sie erreicht Gesamtlängen bis 150 cm. Weibchen werden gelegentlich über 200 cm lang. Der lanzenförmige Kopf setzt sich deutlich vom Hals ab und weist je Seite acht Oberlippenschilder (Scutum supralabiale), elf Unterlippenschilder (Scutum sublabiale) sowie ein kleines Auge mit bei Lichteinfall senkrecht geschlitzter Pupille auf. Die Oberseite des Kopfes ist glänzend schwarz und wird durch ein helles Band von einer dunklen Schläfenbinde, die zwischen Auge und Mundwinkel verläuft, getrennt. Die Kopfunterseite ist gelblich bis orangegelb gefärbt. Um die Körpermitte verlaufen 23 bis 27 Reihen stark gekielter Rückenschuppen. Die Körperoberseite ist durch schwarze, abwechselnd dreieckige und rautenförmige Winkelflecken, die teilweise zu einem Zickzackmuster zusammenlaufen, gezeichnet. Auf der gelblich gefärbten und unregelmäßig dunkel gefleckten Bauchseite zeigen sich 166 bis 188 Bauchschilder (Scutum ventrale) und 44 bis 66 Unterschwanzschilder (Scutum subcaudale).

## Schlangengift
Die Jararacussu besitzt als Viper röhrige, einklappbare Giftzähne im vorderen Oberkiefer (solenoglyphe Zahnstellung), durch die ein in Giftdrüsen produziertes Schlangengift (Ophiotoxin) in die Bisswunde injiziert wird. Die Giftzähne dieser Art sind auffällig lang und ihr Gift ist sehr potent. Hinzu kommt die mit bis zu 300 Milligramm äußerst große Menge an Gift, die mit einem einzigen Biss abgegeben werden kann. Die Letalität liegt bei nicht medizinisch betreuten Verläufen zwischen 15 und 18 Prozent. Infolge eines Bisses dieser Art kommt es zu Schädigungen des Blutsystems und Herz-Kreislauf-Systems sowie Gewebeschäden bis hin zu Nekrosen. Unter Umständen tritt eine Erblindung auf.

## Lebensweise
Die Jararacussu führt eine gewässernahe, meist nachtaktive Lebensweise und erweist sich als guter Schwimmer. Sie versteckt sich im Gestrüpp von ufernaher Vegetation und zwischen Felsformationen und Geröll an Gewässern. In der Nähe der Verstecke ist sie gelegentlich auch am Tage beim Sonnenbad zu beobachten. Allgemein lebt die Art jedoch sehr zurückgezogen, sodass es kaum zu Kontakt mit Menschen kommt. Zum Beutespektrum zählen neben kleinen Säugetieren auch verschiedene Froschlurche. Während der kühleren Jahreszeit zwischen Juli und September werden Winterverstecke wie Erdlöcher, Felsspalten oder ähnliche Strukturen aufgesucht. Die Winterruhe wird zwischenzeitlich auch unterbrochen. Die Jararacussu pflanzt sich durch Ovoviviparie fort, die Weibchen gebären also lebende Junge. Aus Nachzuchten in Gefangenschaft sind Würfe mit einem Umfang von bis zu 40 Jungschlangen bekannt. Die Tiere messen bei der Geburt circa 28 cm und häuten sich erstmals nach fünf Tagen nach der Geburt.

## Verbreitung

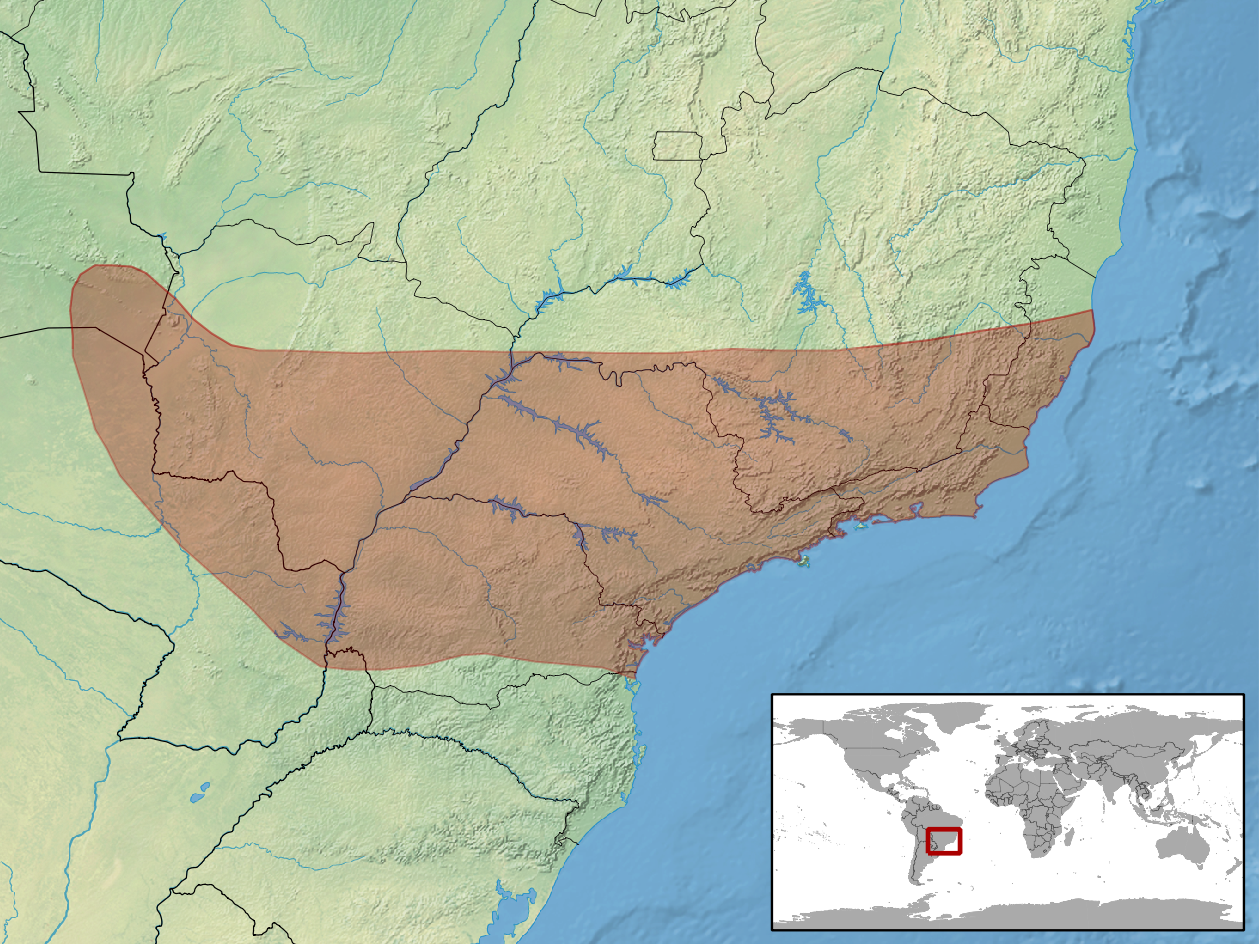
Verbreitungsgebiet

Die Jararacussu kommt im Nordosten Argentiniens, im Süden Boliviens und in Paraguay sowie innerhalb Brasiliens von Minas Gerais und Rio Grande do Sul im mittleren Osten südwärts bis Espírito Santo vor. Die Art wird in der Roten Liste der IUCN als „least concern“ (nicht gefährdet) geführt, begründet durch die weite Verbreitung und das Vorhandensein intakter Waldökosysteme im Verbreitungsgebiet. Lokale Bedrohung stellt die örtlich überall vorkommende Lebensraumzerstörung dar. Die bewohnten Habitate sind feuchte Wälder und Urwälder. Häufig ist die Jararacussu in unmittelbarer Gewässernähe (Seen, Tümpel, Sümpfe und Flüsse) anzutreffen. Teilweise ist sie des Weiteren in kultiviertem Gelände zu finden. Die Jararacussu ist nicht so häufig anzutreffen wie andere Bothrops-Arten.